# Уфимский институт биологии
Уфимский институт биологии Уфимского федерального исследовательского центра РАН — научно-исследовательское учреждение Республики Башкортостан, занимающееся исследованиями в области биохимии и физиологии растений, генезиса почв, дикорастущей флоры, физиолого-биохимической диагностикой энтомоустойчивости насаждений.
Полное название института — Уфимский институт биологии — обособленное структурное подразделение Федерального государственного бюджетного научного учреждения Уфимского федерального исследовательского центра Российской академии наук, сокращенное — УИБ УФИЦ РАН.
В институте есть аспирантура, диссертационный совет, сложились научные школы экологов-ботаников: геоботаническая (д. б. н., проф. Б. М. Миркин), индустриально-экологическая (промышленная ботаника) (д. б. н., проф. Ю. З. Кулагин), физиологов растений (д. б. н., профессор Г. Р. Кудоярова), почвоведов (д.б.н., профессор Ф. Х. Хазиев).
За время существования сотрудниками Института издано более 250 монографий, 2000 статей в рецензируемых
журналах, более 100 тематических сборников и материалов конференций. Получено более 30 патентов, более 50 авторских свидетельств.

## История
Институт биологии УНЦ РАН организован в 1951 г. как Агробиологический в составе Башкирского филиала АН СССР на основании постановления Совета Министров СССР № 1591 от 12.05.1951 г. и распоряжения президиума АН СССР № 310 от 11.05.1951 г.
В 1955 году был переименован в Биологический институт. Современное название институт биологии носит с 1957 года, с 2008 года имеет современный статус.
По предложению института в РБ созданы национальный парк «Башкирия», два природных парка, 12 заказников по охране лекарственных растений.
К научным достижениям института относится: изучение генезиса, географии, свойств почв Башкортостана, разработка агротехнологии воспроизводства плодородия почв РБ, разработка и внедрение полифункциональных биопрепаратов Леноил и Азолен, рекультивирующие отвалы техногенных отходов.

## Направления работы
- изучение растительных сообществ и почв с целью поддержания биологического разнообразия, охраны, рационального использования растительных и почвенных ресурсов;
- изучение адаптивных реакций и формирования устойчивости растений к условиям среды;
- исследование реализации онтогенетических программ в естественных условиях на основе анализа теоретических и экспериментальных модельных систем, изучение механизмов реализации генетической информации;
- разработка биотехнологических процессов получения препаратов и продуктов, улучшающих состояние окружающей среды, препаратов для медицины, сельского хозяйства на основе культивирования бактерий, грибов, растительных клеток и тканей. Скрининг и селекция продуцентов.

## Структура института
лаборатория математической и молекулярной генетики;
- лаборатория экспериментальной эмбриологии растений;
- лаборатория физиологии растений;
- лаборатория прикладной микробиологии;
- лаборатория биологически активных веществ с испытательным центром;
- лаборатория почвоведения;
- лаборатория лесоведения;
- лаборатория геоботаники и охраны растительности
- лаборатория экологии растительных ресурсов;
- группа генетики микроорганизмов

## Руководство
Гайсин, Шакир Ахметдинович (1951—1956)
Конарев, Василий Григорьевич (1956—1961)
Гирфанов, Вакиль Калеевич (1961—1980)
Ахметов, Радик Рахимьянович (1981—1985)
Хазиев Фангат Хаматович (1985—1989)
Чураев, Рустэм Нурович (1989—2004)
Мелентьев, Александр Иванович (c 2004 по настоящее время)

## Труды
Наиболее значимые публикации, подготовленные к изданию институтом с 2000 года:
- Атлас туристических ресурсов Республики Башкортостан. Уфа: УГАЭС, ГУП РБ «Уфимский полиграфкомбинат», 2007.
- Багаутдинов Ф. Я., Хазиев Ф. Х. Состав и трансформация органического вещества почв. Уфа: Гилем. 2000. 195 с.
- Водоохранно-защитные леса Уфимского плато: экология, синтаксономия и природоохранная значимость / Под ред. А. Ю. Кулагина. Уфа: Гилем, 2007. 448 с.
- Габбасова И. М. Деградация и рекультивация почв Башкортостана. Уфа: Гилем, 2005.
- Кучеров Е. В. Календарь природы Башкортостана. Уфа: Китап, 2002. 248 с.
- Миркин Б. М., Наумова Л. Г., Соломещ А. И. Современная наука о растительности. М.: Логос, 2000. 264 с.

* Хазиев Ф.Х, Экология почв Башкортостана. Уфа: Гилем. 2012.305 с.